# Sandra Klose
Sandra Klose, née le 27 juillet 1974, est une ancienne coureuse cycliste allemande, spécialiste de VTT cross-country.

## Palmarès en VTT

### Championnats du monde
Marathon
- Lugano 2003
  -  Médaillée de bronze

### Championnats d'Europe
- 2003
  -  Médaillée de bronze du cross-country marathon
- 2004
  -  Médaillée d'argent du cross-country marathon
- 2005
  - 4e du cross-country marathon

### Championnat d'Allemagne
- 2003
  - 3e du championnat d'Allemagne de cross-country
- 2004
  - 3e du championnat d'Allemagne de cross-country

### Autres
- 2003
  - 3e de Val d`Arda
- 2006
  - KitzAlp Bike Festival